# روچستر (مینه‌سوتا)
روچستر (به انگلیسی: Rochester) از شهرهای ایالت مینه‌سوتای کشور آمریکا می‌باشد.
جمعیت این شهر در سال ۲۰۰۹ حدود ۱۸۲٬۹۲۴ نفر بود.
مایو کلینیک در این شهر قرار دارد.